# Léon Gambetta

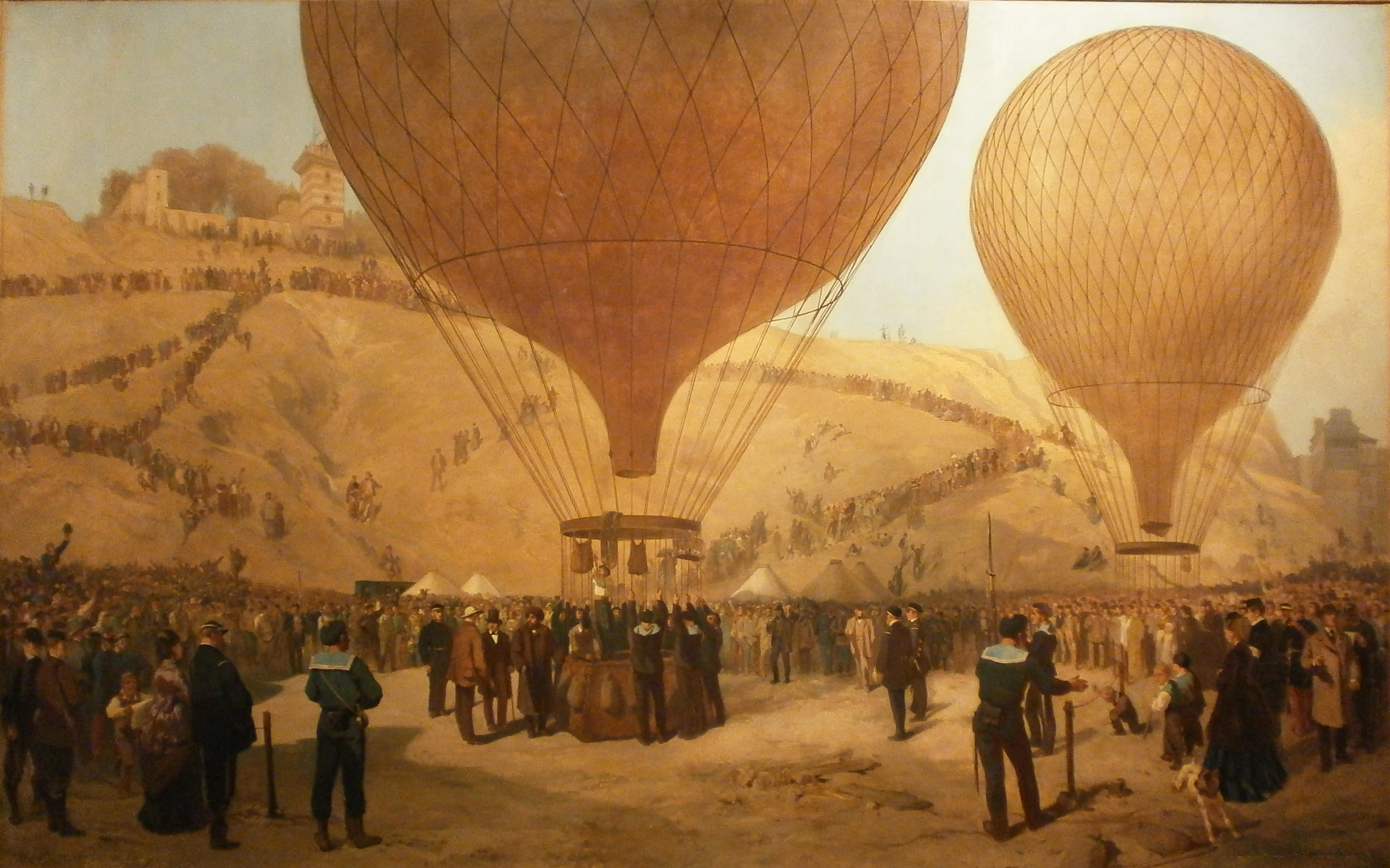
Vlucht van Gambetta op 7 oktober 1870

Léon Gambetta (Cahors, 2 april 1838 – Sèvres, 31 december 1882) was een Franse staatsman, die beschouwd wordt als een van de stichters van de Derde Franse Republiek. Hij raakte bekend doordat hij tijdens het Beleg van Parijs in 1870 met een luchtballon over de Pruisische linies vloog en de stad verliet. Hij was regeringsleider in 1881 en 1882.

## Begin van zijn loopbaan
Léon Gambetta was de zoon van een kruidenier uit Cahors. Zijn grootouders van vaderszijde waren Italiaanse immigranten. Op jonge leeftijd verloor hij door een ongeval het gebruik van zijn rechteroog (daarom liet hij zich altijd van zijn linkerkant afbeelden).
Hij studeerde rechten in Parijs en werd advocaat. In het Parijse advocatenmilieu raakte hij bevriend met uitgesproken tegenstanders van het bewind van keizer Napoleon III. In 1860 verdedigde hij de republikeinse journalist Charles Delescluze, die vervolgd werd omdat hij een monument had willen oprichten voor een politicus die bij de staatsgreep van Napoleon III in 1851 was gedood. Delescluze werd veroordeeld, maar het zeer politieke pleidooi dat Gambetta hield maakte hem een held in republikeinse kringen.

## Parlementsverkiezingen 1869
Bij de parlementsverkiezingen van 1869 was Gambetta kandidaat met een radicaal republikeins programma, dat ook weleens het Programma van Belleville wordt genoemd. Hij werd zowel in Parijs als in Marseille verkozen: men kon toen immers in verscheidene kiesdistricten kandidaat zijn. In Parijs versloeg hij in de tweede stemronde Ferdinand de Lesseps, de bekende bouwer van het Suezkanaal en een aanhanger van Napoleon III.

## Rol in de Frans-Duitse oorlog
Na het uitbreken van de Frans-Duitse Oorlog en Napoleons nederlaag in de slag bij Sedan, was het Gambetta die, als woordvoerder van een groep republikeinse afgevaardigden, op 4 september 1870 de republiek uitriep op het stadhuis van Parijs. Hij werd daarop minister van Binnenlandse Zaken in de Regering van Nationale Verdediging, die de strijd wilde voortzetten.
Kort daarop raakte Parijs helemaal ingesloten door de opgerukte Duitse legers. Een paar Franse ministers waren naar Tours uitgeweken om in de rest van Frankrijk nieuwe troepen te lichten. Om hen bij te staan verliet de energieke Gambetta op 7 oktober het belegerde Parijs met een luchtballon.
Vanuit Tours, later uitgeweken naar Bordeaux, leidde Gambetta een "regeringsdelegatie" die het verzet tegen de Duitse invasie organiseerde. Hoewel dit geen kentering bracht in de oorlog, bleef Gambetta voorstander van de oorlog tot het uiterste. Hij was dan ook tegen de wapenstilstand die de regering in Parijs op 29 januari 1871 sloot. Als minister van Binnenlandse Zaken moest hij daarop verkiezingen organiseren voor een Nationale Vergadering, die over vrede moest beslissen. Onenigheid met de rest van de regering leidde op 6 februari tot zijn ontslag als minister. Drie dagen later werd hij door 9 departementen in de Nationale Vergadering verkozen. Hij opteerde voor de zetel van de Haut-Rhin in de Elzas, maar nam meteen daarop ontslag omdat de meerderheid in de Vergadering bereid was om Elzas-Lotharingen aan Duitsland af te staan. Uitgeput trok hij zich in Spanje terug. Hij bleef afzijdig tijdens de korte burgeroorlog rond de Commune van Parijs (1871).

## Rol in de "opportunistische" republiek

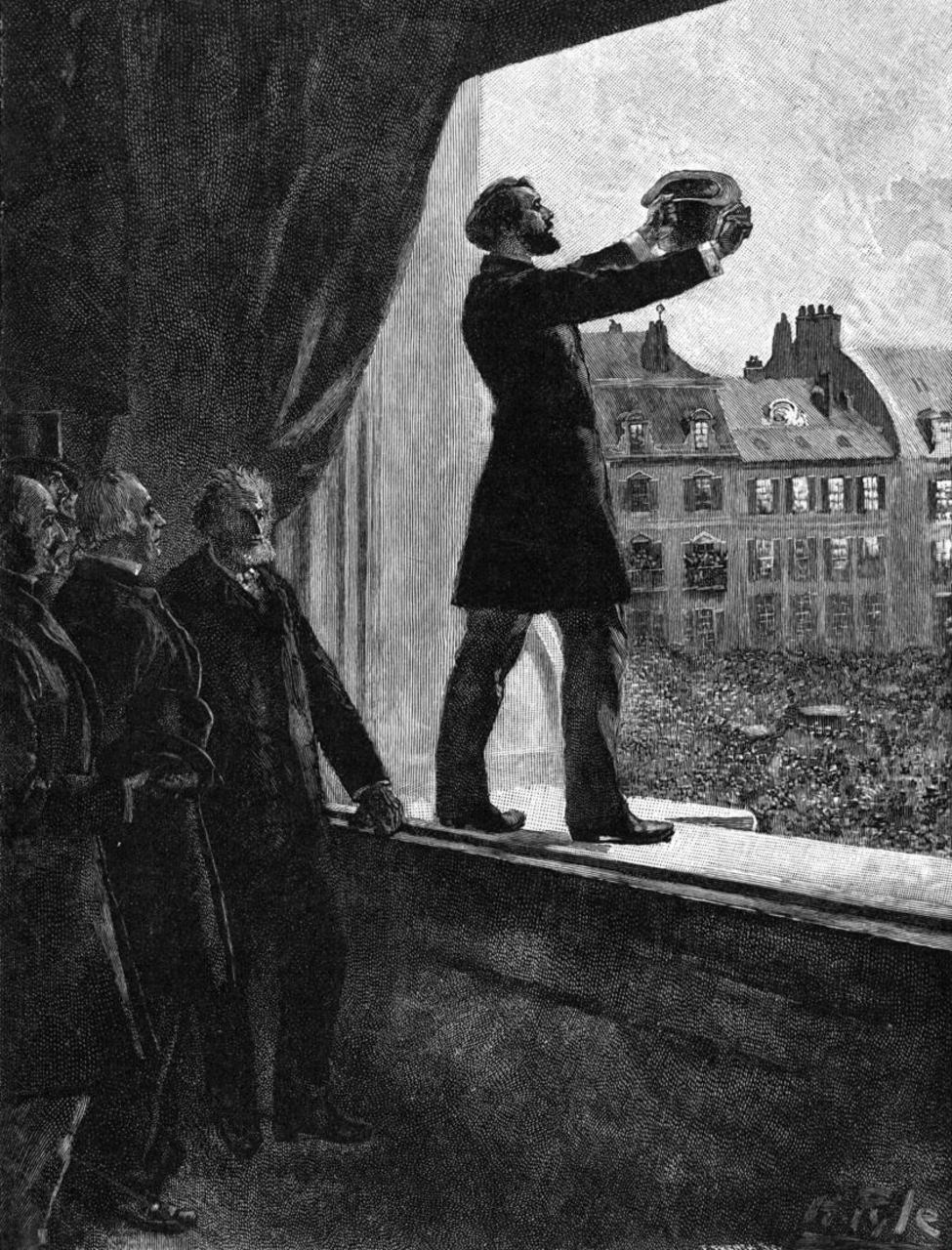
Gambetta kondigt de Franse republiek aan, Howard Pyle

Op 3 juli 1871, kort na zijn terugkeer, werd hij bij aanvullende verkiezingen tot afgevaardigde voor Parijs gekozen. Hoewel de meerderheid in de Nationale Vergadering voorstander was voor een herstel van het koningschap, slaagde Gambetta erin door het sluiten van compromissen een republikeinse grondwet te laten goedkeuren.
Vanaf 1876 hadden de republikeinen definitief de meerderheid in de Kamer en werd Gambetta een van de meest invloedrijke politici. Intussen was de kloof gegroeid tussen de radicalen en de republikeinen die een "opportunistische" houding aannamen. Gambetta behoorde tot de laatsten. Doordat president Jules Grévy hem wantrouwde, bleef hij lang buiten de regering. Wel was hij van 1879 tot 1881 kamervoorzitter.
Pas nadat de verkiezingen van 1881 door de "opportunisten" waren gewonnen, werd Gambetta tot premier benoemd. Hij werd tevens minister van Buitenlandse Zaken. Zijn kabinet voerde enkele belangrijke hervormingen door, maar botste op veel verzet en kwam al na vier maanden ten val, toen het parlement een grondwetswijziging afwees.
Kort daarop werd Gambetta ernstig ziek. In november 1882 verwondde hij zichzelf per ongeluk terwijl hij zich oefende in pistoolschieten. De wonde was niet levensgevaarlijk, maar zijn vijanden verspreidden geruchten over een moordpoging. Gambetta overleed een maand later aan maagkanker.
Léon Gambetta werd begraven bij zijn familie in Nice, maar zijn hart werd bijgezet in het Parijse Panthéon.
1791: Honoré Gabriel de Riqueti, graaf van Mirabeau · Voltaire · 
1793: Louis-Michel Lepeletier de Saint-Fargeau · Auguste Marie Henri Picot de Dampierre · 
1806: François Denis Tronchet · Claude-Louis Petiet ·
1807: Jean-Baptiste-Pierre Bevière · Louis-Joseph-Charles-Amable d'Albert de Luynes · Jean-Étienne-Marie Portalis · Louis-Pierre-Pantaléon Resnier · 1808: Antoine-César de Choiseul-Praslin · Jean-Frédéric Perregaux · Jean-Pierre Firmin Malher · Pierre Jean Georges Cabanis · François Barthélemy Beguinot ·
1809: Girolamo Luigi Durazzo · Jean-Baptiste Papin · Joseph-Marie Vien · Pierre Garnier de Laboissière · Justin Bonaventure Morard de Galles · Jean-Pierre Sers · Emmanuel Crétet ·
1810: Louis Charles Vincent Le Blond de Saint-Hilaire · Jean Lannes · Giovanni Battista Caprara · Charles Pierre Claret de Fleurieu · Jean-Baptiste Treilhard ·
1811: Nicolas Marie Songis des Courbons · Charles Erskine de Kellie · Alexandre-Antoine Hureau de Sénarmont · Michel Ordener · Louis Antoine de Bougainville · Ippolito Antonio Vincenti-Mareri · 
1812: Jan Willem de Winter · Jean Marie Pierre Dorsenne · Auguste Jean-Gabriel de Caulaincourt · 
1813: Joseph-Louis Lagrange · Jean-Ignace Jacqueminot · Hyacinthe-Hughes Timoléon de Cossé-Brissac · Justin de Viry · Jean Rousseau · Frédéric Henri Walther · 
1814: Jean-Nicolas Démeunier · Jean Louis Ébenezel Reynier · Claude Ambroise Régnier · 
1815: Claude Juste Alexandre Legrand · Antoine-Jean-Marie Thévenard ·
1829: Jacques-Germain Soufflot ·
1885: Victor Hugo ·
1889: Théophile Malo Corret de La Tour d'Auvergne · Lazare Carnot · Jean-Baptiste Baudin · François Séverin Marceau ·
1894: Marie François Sadi Carnot ·
1907: Marcellin Berthelot ·
1908: Émile Zola ·
1920: Léon Gambetta ·
1924: Jean Jaurès ·
1933: Paul Painlevé ·
1948: Paul Langevin · Jean Perrin ·
1949: Félix Éboué · Victor Schoelcher ·
1952: Louis Braille ·
1964: Jean Moulin ·
1987: René Cassin ·
1988: Jean Monnet ·
1989: Henri Grégoire · Gaspard Monge · Nicolas de Condorcet ·
1995: Marie Curie · Pierre Curie ·
1996: André Malraux ·
2002: Alexandre Dumas père ·
2018: Simone Veil en haar man
- Bibsys: 90355285
- Biblioteca Nacional de Chile: 000148541
- Biblioteca Nacional de España: XX1249322
- Bibliothèque nationale de France: cb12023485w (data)
- Catàleg d'autoritats de noms i títols de Catalunya: 981058527481806706
- CiNii: DA11833562
- Gemeinsame Normdatei: 118716263
- International Standard Name Identifier: 0000 0001 2135 6151
- Library of Congress Control Number: n81126157
- Bibliotheek van het Japanse parlement: 00795031
- Nationale Bibliotheek van Tsjechië: jn20010525418
- Nationale Bibliotheek van Israël: 987007261567905171
- Nationale Bibliotheek van Polen: a0000001190623
- Nationale en Universitaire bibliotheek Zagreb: 000140279
- Nederlandse Thesaurus van Auteursnamen: 069053812
- Réseau des bibliothèques de Suisse occidentale: 02-A003277380
- LIBRIS: 345623
- SNAC: w6ws9bmf
- Système universitaire de documentation: 028389646
- Virtual International Authority File: 61559644
- WorldCat: E39PBJmMXxjyYBMcHjwtpPvGpP